# 초제
초제(醮祭)는 고려 시대에 제신(諸神)에게 지내던 제사이다. 고려에서는 건국 초부터 말기에 이르기까지 궁성(宮城)내의 구정(毬庭) 혹은 회경전(會慶殿)이나 내정(內庭)에서 왕이 직접 천지, 산천 등의 제신에게 제사를 지냈는데, 이중에는 도교의 상제(上帝)나 오방산해신군(五方山海神君) 및 성신(星辰)이 모두 포함되었으며 제사의식도 도 · 불 혼합(道佛混合)식이 아니었나 한다.
고려 시대와 조선 시대에 걸쳐 중국 도교의 재초(齋醮)와 과의(科儀)에서 채용된 제천 행사로서, 그 이전의 고구려 · 신라 · 백제에서도 이러한 의식이 있었음에는 틀림없으나 이를 방증할 만한 문헌과 기록이 분명치 않다. 다만 백제의 근초고왕(近肖古王) 때 일본에 한학(漢學)을 전한 왕인(王仁)과 아직기(阿直岐)가 도교적 의식과 서적도 아울러 전하였다는 《고사기(古事記)》와 《일본서기(日本書記)》 기록에 비추어 살필 때 백제에도 도교적 의식이나 수행이 있었음을 짐작하며, 신라는 고유 신앙적 행사인 각종 제천을 이미 화랑도에서 거행하였다는 사실이 있다.
이 초제(醮祭)는 국가적 행사로 봉행되었는데, (1) 고려 현종(顯宗) 12년 7월에 천지산천(天地山川)에 궐정초제(闕庭醮祭)를 지냈음을 비롯하여 문종(文宗) 5년 4월, 14년 5월, 선종(宣宗) · 숙종(肅宗) · 인종(仁宗) · 충렬왕(忠烈王) 등 여러 대에 걸쳐 행하여지고 (2) 정종(靖宗) 5년 2월 남교(南郊)에서, 예종(睿宗) 3년 8월에는 남단(南壇)에서, 의종(毅宗) 24년 6월에 각각 노인성제(老人星祭)를 올렸고 (3) 정종 9년 9월에는 본명성수초(本命星宿醮) (4) 문종 2년 7월에 태일초(太一醮) (5) 문종 19년 8월에 성변기도초제(星變祈禱醮祭) (6) 문종 27년 5월에 백신초(百神醮) (7) 숙종 7년 2월과 의종 23년, 고종 45년 4월, 충렬왕 6년 3월에는 각각 삼계신초(三界神醮)를 올려 태평성대를 빌었고 (8) 숙종 5년과 6년에는 오온신초(五瘟神醮) (9) 선종 5년 3월과 인종 7년 3월에는 지금의 연안군(延安郡)에서 전성제천(氈城祭天)을 봉행하였고 (10) 고종 46년 4월에는 왕의 치병(治病)을 기도하기 위하여 사신을 보내 왕병도도전(王病禱道殿)을 설치, 제천하였으며 (11) 원종 6년 4월에는 궁중(宮中)에서 태자(太子) 등 많은 신하들이 밤을 세워 수경신(守庚申)을 행한바, 이 수경신신앙(守庚申信仰)은 사람 몸에 삼시(三尸)가 있어 경신일(庚申日)이면 사람의 몸에서 빠져나가 천상(天上)의 신(神)에게 올라가서 평소 그 사람이 행한 잘못된 일을 낱낱이 보고하고 벌주게 한다는 신앙으로서, 경신일이 되면 잠을 자지 않고 삼시의 등천(登天)을 막는 행사의 하나이다. 이것은 중국 도서인 《역세진체도통감(歷世眞體通鑑)》(卷三)과 《운급칠잠》에 있는 방기의 하나이다. (12) 원종 5년과 우왕(禑王) 5년 3월에는 사신을 마리산에 파견하여 마리산참성초(摩利山塹城醮)를 지내고 (13) 우왕 4년 4월에는 조병육정초(助兵六丁醮)를 지냈다. 이 같은 각종 초제 때는 청사(靑詞)를 올려 축원했으며, 조선 때의 소격전(昭格殿：昭格署)에는 최고신앙 대상으로 노자(老子)를 위하였고 옥황로군(玉皇老君) · 천존제군(天尊帝君)이라 높였으며 칠성(七星)에도 제사하였다. 또 성신초제(星辰醮祭)라 하여 성수초(星宿醮) · 북두초(北斗醮) · 금성초(金星醮) · 태음초(太陰醮) · 진무초(眞武醮) · 직성초(直星醮) · 형혹기초(熒惑祈醮) 등이 있어 주로 수명(壽命)을 비는 초제였으며, 태조(太祖) 7년 5월과 태종(太宗) 3년 2월, 세종 2년 1월과 동 7년 5월과 소격전에서 개복신초(開福神醮)가 행하여졌다. 역대 왕은 청명초(請命醮) · 도병초(禱病醮) · 기우초(祈雨醮) · 진병초(鎭兵醮) · 소격전본명초제(昭格殿本明醮祭)를 지냈으며, 이 초제 때는 특수한 도복(道服)과 도건(道巾)을 착용하고 주악(奏樂)을 울리면서 고대 제천(祭天)을 방불케 하였다.

## 같이 보기
- 재초

## 참고 문헌
- 이 문서에는 다음커뮤니케이션(현 카카오)에서 GFDL 또는 CC-SA 라이선스로 배포한 글로벌 세계대백과사전의 내용을 기초로 작성된 글이 포함되어 있습니다.